# سلفادور كامبيلو
سلفادور كامبيلو (بالإسبانية: Salvador Estañ Campello)‏ (6 يونيو 1958 في إسبانيا - ) هو لاعب كرة قدم إسباني في مركز الدفاع. لعب مع ريال مورسيا ونادي إلتشي.

## وصلات خارجية
- سلفادور كامبيلو على موقع الاتحاد الدولي (مؤرشف)  (الإنجليزية)
- سلفادور كامبيلو على موقع قاعدة بيانات كرة القدم.إي يو (الإنجليزية)